# Hedinomorpha hummelii
Hedinomorpha hummelii är en mångfotingart som beskrevs av Karl Wilhelm Verhoeff 1933. Hedinomorpha hummelii ingår i släktet Hedinomorpha och familjen orangeridubbelfotingar. Inga underarter finns listade i Catalogue of Life.